# Coates (Minnesota)
Coates – miasto w Stanach Zjednoczonych, w stanie Minnesota, w hrabstwie Dakota.